# Jarosław Popławski
Jarosław Maciej Popławski (ur. 22 lutego 1963 w Poznaniu) – polski duchowny katolicki, profesor nauk teologicznych, profesor nadzwyczajny Katolickiego Uniwersytetu Lubelskiego Jana Pawła II.
W 1988 ukończył studia filozoficzno-teologiczne na Katolickim Uniwersytecie Lubelskim i przyjął święcenia kapłańskie. W 1994 uzyskał licencjat. Doktorat obronił w 1996. Habilitował się w 2004. W 2016 otrzymał tytuł naukowy profesora nauk teologicznych.
Specjalizuje się w historii duchowości. Pełnił funkcje: dyrektora Instytutu Teologii Duchowości Katolickiego Uniwersytetu Lubelskiego Jana Pawła II, zastępcy dyrektora do spraw formacji stałej kapłanów archidiecezji lubelskiej, a także prezesa Oddziału Lubelskiego Towarzystwa Przyjaciół KUL. Od 2005 zajmuje stanowisko kierownika Katedry Historii Duchowości Katolickiego Uniwersytetu Lubelskiego. Jest członkiem Towarzystwa Naukowego KUL, zarządu Lubelskiego Towarzystwa Naukowego oraz zarządu głównego Towarzystwa Przyjaciół KUL.
W 2015 przyjęty do Zakonu Rycerskiego Grobu Bożego w Jerozolimie.

## Autorskie publikacje monograficzne
- Kaspra Drużbickiego teologia krzyża (1997)
- Kierownictwo duchowe w służbie nowej ewangelizacji  (wraz z Jerzym Misiurkiem; 2000)
- Confessio trinitatis jako podstawa życia duchowego w pismach polskich zmartwychwstańców (2003)